# 1626 w polityce
Wydarzenia polityczne w 1626 roku.

## Zmarli
- 29 czerwca Scipione Cobelluzzi, włoski kardynał[1].